# Catholic Charities USA

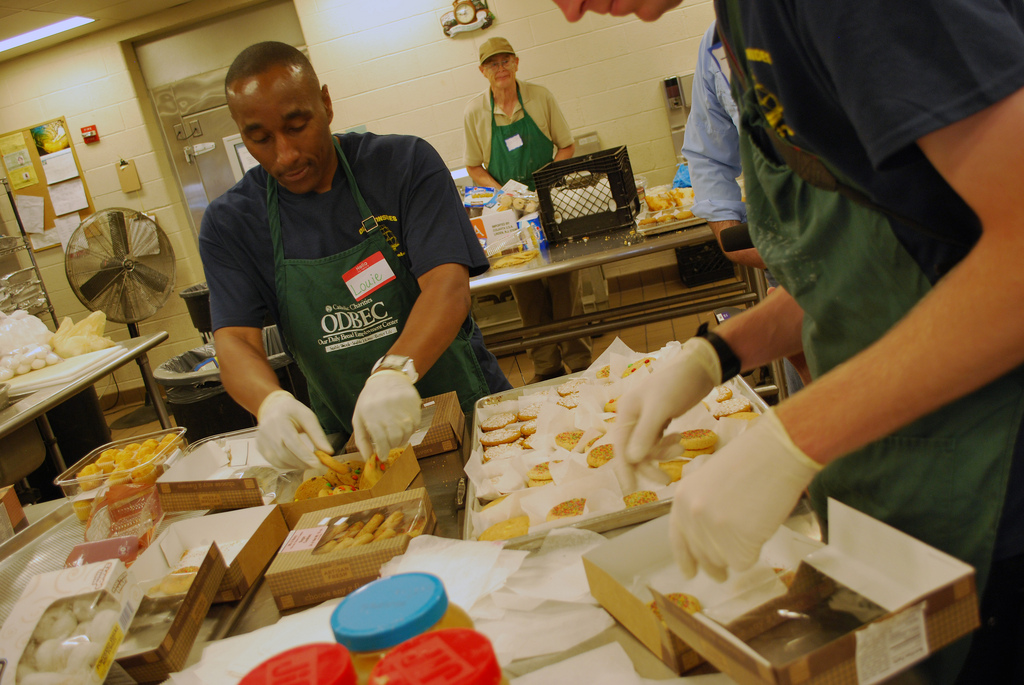
Моряки готують обід для гостей Центру працевлаштування «Our Daily Bread» під час Тижня флоту

Catholic Charities USA — це національна добровільна організація, яка об'єднує агентства католицької благодійності по всіх Сполучених Штатах та на їхніх територіях. Catholic Charities USA є членом Caritas Internationalis — міжнародної федерації католицьких соціальних організацій. Catholic Charities USA є національним офісом 167 місцевих агентств католицької благодійності по всій країні.
Організація була заснована у 1910 році як Національна конференція католицької благодійності (англ. National Conference of Catholic Charities, NCCC), а у 1986 році змінила назву на Catholic Charities USA (CCUSA). Першою жінкою-президентом, яка очолила Catholic Charities USA, стала Донна Маркем, яка займала цю посаду з 2015 по 2023 рік. 25 липня 2023 року Catholic Charities USA оголосила, що Керрі Аліс Робінсон, експертка з католицького лідерства та філантропії, стане наступною президенткою та генеральною директоркою, починаючи з 23 серпня 2023 року.
Архіви організації зберігаються в Католицькому університеті Америки.

## Послуги
Нагорода «Волонтер року» від CCUSA, яка щорічно присуджується з 1998 року, вручається людині, яка втілює місію організації. Католицькі благодійні агентства по всій країні номінують кандидатів на нагороду серед майже 300 000 волонтерів. Серед переможців була Дейзі «Естель» Андерсон, яка за понад тридцяти років створила набори для новонароджених для більш ніж 10 000 сімей. До цих наборів входили постільна білизна, одяг, іграшки та підгузки для немовлят, які потребували допомоги.

## Допомога при стихійних лихах
У 1990 році Конференція католицьких єпископів США доручила CCUSA реагувати на стихійні лиха в Сполучених Штатах. Послуги з надання допомоги та відновлення надаються на місцевому рівні агентствами католицької благодійності по всій країні. Ці агентства забезпечують важливі послуги, включаючи екстрене харчування, притулок, пряму фінансову допомогу, консультування та підтримку. Оперативний центр з реагування на стихійні лиха CCUSA координує відповідь Католицької церкви на стихійні лиха в Сполучених Штатах і надає кошти на допомогу місцевим агентствам католицької благодійності для підтримки їхніх зусиль.
Католицька благодійність реагувала на стихійні лиха по всій країні, включаючи теракти 11 вересня? урагани Катріна та Ріта, розлив нафти в Мексиканській затоці та наслідки урагану Сенді.

## Управління
Catholic Charities USA керується Радою опікунів, багато з яких очолюють місцеві агентства Catholic Charities по всій країні. Всього в країні є 167 організацій-членів, майже по одній на кожну єпархію.

### Президенти
- Герман Дж. Ламмерс (1939–1976)[16]
- Джей Браян Хехір (2001–2003)[17]
- Ларрі Дж. Снайдер (2005–2015)[16]
- Донна Маркем (2015–2023)[16]
- Керрі Аліс Робінсон (2023–по теперішній час)[7]

## Фінанси
Catholic Charities використовує близько 89% своїх доходів на витрати на програми. Catholic Charities зазначено як акредитовану благодійну організацію в Wise Giving Alliance Better Business Bureau.
У 2010 році доходи Catholic Charities становили $4,7 мільярда, з яких $2,9 мільярда надійшло від уряду США. Близько $140 мільйонів було отримано від пожертвувань дієцезіальних церков, решта — від безкоштовних пожертвувань, інвестицій, плат за програми та громадських внесків. Catholic Charities архидієцезії Вашингтона проводить щорічний благодійний бал, який, наприклад, зібрав $2,4 мільйона в 2017 році.

## Зовнішні посилання
- Офіційний сайт Catholic Charities
- Перелік архівних матеріалів
- Хансен, Джек. "Catholic Charities USA", Проект історії соціального благополуччя